# 久保田政一
久保田 政一（くぼた まさかず、1953年5月26日 - ）は、日本の団体役員。日本経済団体連合会事務総長。

## 人物
1953年、東京都に生まれる。東京大学経済学部卒業。
1976年、経団連事務局に入局。入局の理由は、東大時代のゼミの恩師が、内田公三（後の事務総長）と同級生で、経団連を勧めてくれたため。
1978年、シンガポール国立大学に留学。帰国後は、理財部、秘書室、産業政策部など主要部署を経験し、1995年4月、総合企画課長に就任。当時の豊田章一郎会長の下、「魅力ある日本」（通称＝豊田ビジョン）の策定に参画した。
2000年代以降は、国際経済本部長、総務本部長、経済本部長などを歴任し、常務理事（2006年）、専務理事（2009年）を経て、2014年6月3日に事務総長へ昇格。事務方トップとして中西宏明会長を支える。事務総長就任の抱負は、「会長や副会長らを事務方としてしっかりサポートしたい。」
政策通として知られ、「バランス感覚に優れる」との評されている。

## 年譜
- 1953年：東京都生まれ
- 1972年: 東京都立新宿高等学校卒業
- 1976年：東京大学経済学部卒業
- 1976年：経団連入局
- 1978年：シンガポール国立大学（留学）
- 2000年：国際経済本部長
- 2003年：総務本部長兼会館事業本部長
- 2004年：経済本部長
- 2006年：常務理事
- 2009年：専務理事
- 2014年：事務総長